# Casa de las Artesanías de Michoacán
La Casa de las Artesanías de Michoacán es un recinto de exhibición artesanal y organismo cultural público que tiene su sede en la ciudad de Morelia, Michoacán, México. Fundada en 1972 la Casa de las Artesanías se enfoca en la preservación y difusión del tradicional arte popular artesanal elaborado en las distintas regiones socioculturales de Michoacán.
Jurídicamente La Casa de las Artesanías de Michoacán es un organismo público descentralizado, con personalidad jurídica y patrimonio propio, dependiente del Gobierno de Michoacán, la cual se rige por la Ley de Fomento Artesanal del Estado de Michoacán de Ocampo promulgada en el año 2000.
La Casa de las Artesanías tiene su sede en un ex convento del siglo XVI ubicado en el Centro histórico de Morelia, en donde se exhiben y a la vez se ofertan las piezas artesanales. Entre sus instalaciones se encuentran área museográfica, tienda galería y algunos talleres artesanales. Así mismo la Casa de las Artesanías de Michoacán cuenta con tiendas galerías ubicadas en algunas ciudades de México y Estados Unidos.

## El edificio sede

### Historia

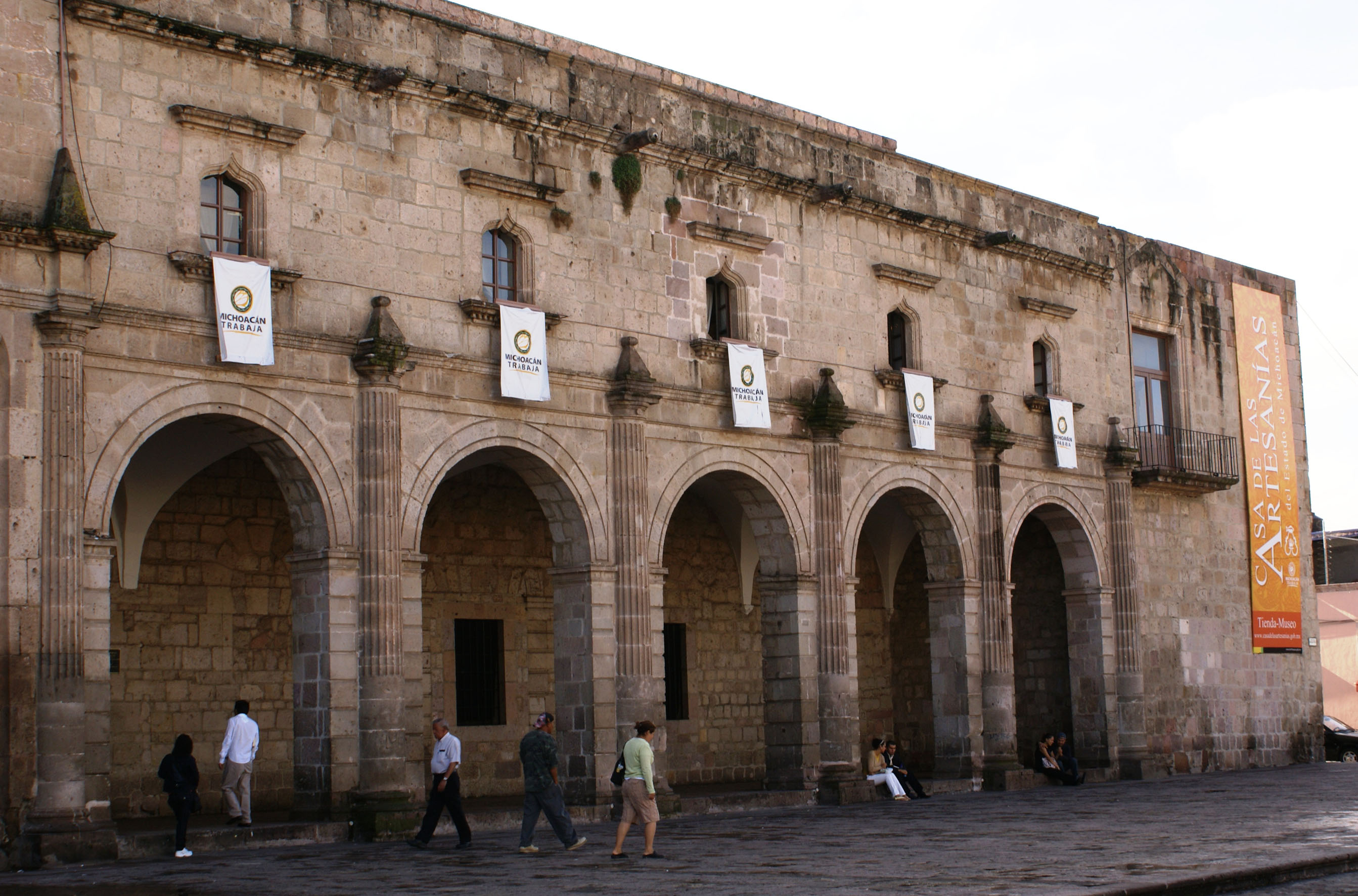
Fachada frontal de la Casa de las Artesanías de Michoacán.

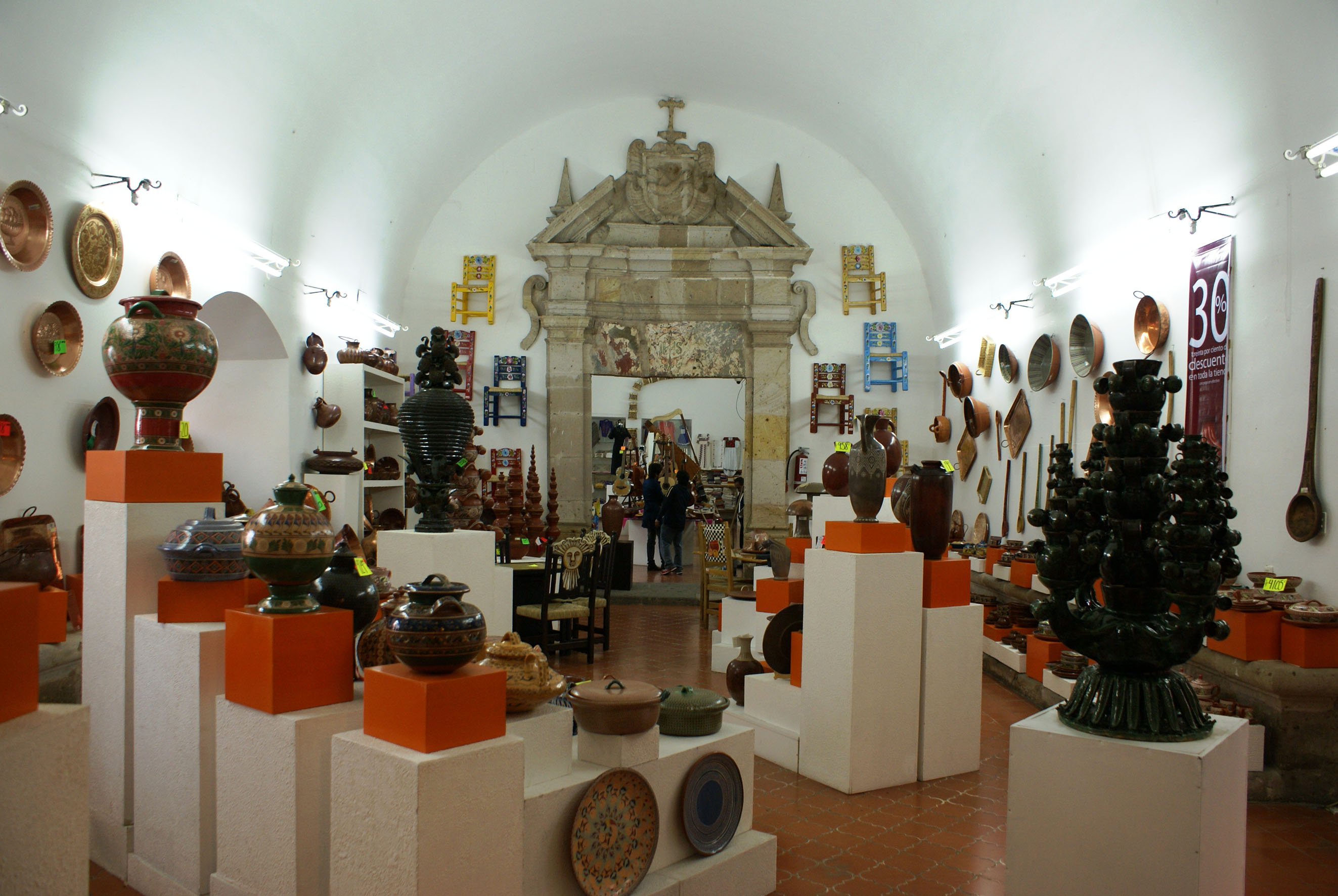
Sala de exhibición del recinto

La Casa de las Artesanías de Michoacán tiene su sede en el ex convento de San Buenaventura de Valladolid hoy Morelia, edificado por los frailes franciscanos en el siglo XVI durante los primeros años del Virreinato de la Nueva España.
Los frailes franciscanos llegaron al antiguo Valle de Guayangareo fundado un convento provisional en 1531 esto diez años antes de la fundación de la ciudad de Valladolid hoy Morelia. En 1580 iniciaron la construcción del su convento definitivo (que es el actual edificio) el cual concluyeron a principios del siglo XVII.  
En 1857 a raíz de la aplicación de las leyes de Reforma el inmueble fue adjudicado por el gobierno destinándose como “Casa de Productos”. En 1868 fue demolido el Templo de la Tercera Orden que se ubicaba en el costado sur del ex convento para abrir la actual calle Humboldt, la piedra fue reutilizada en la remodelación del Teatro Ocampo de Morelia.
En 1872 el ingeniero belga Guillermo Wodon de Sorinne construyó un mercado techado en la plaza frontal del conjunto conventual, mientas que la fachada del ex convento le realizó algunas reformas arquitectónicas (ya retiradas). En ese tiempo el ex convento iba a ser destinado como hotel hecho que finalmente no ocurrió.  

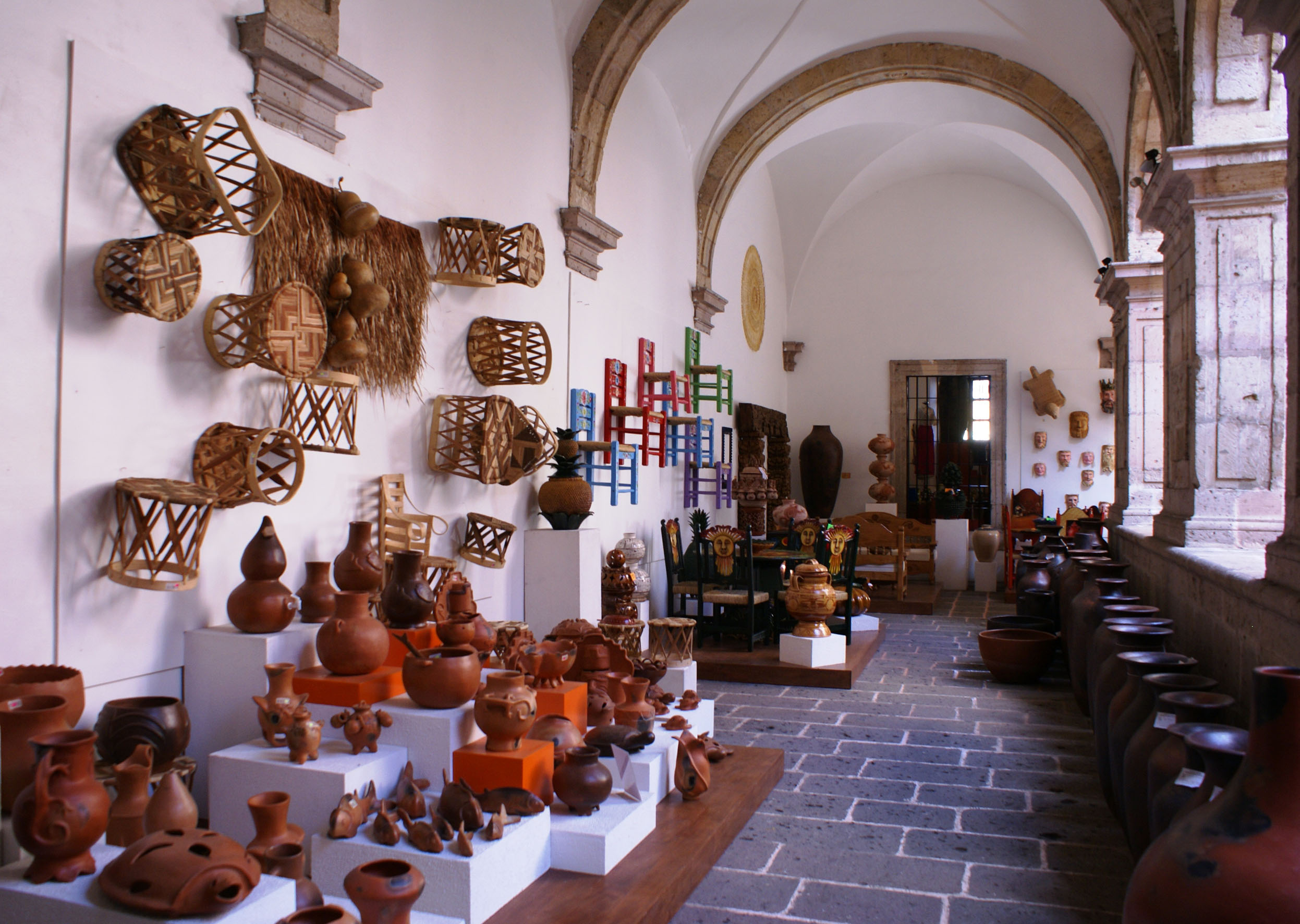
Corredor sur, planta baja de la Casa de las Artesanías.

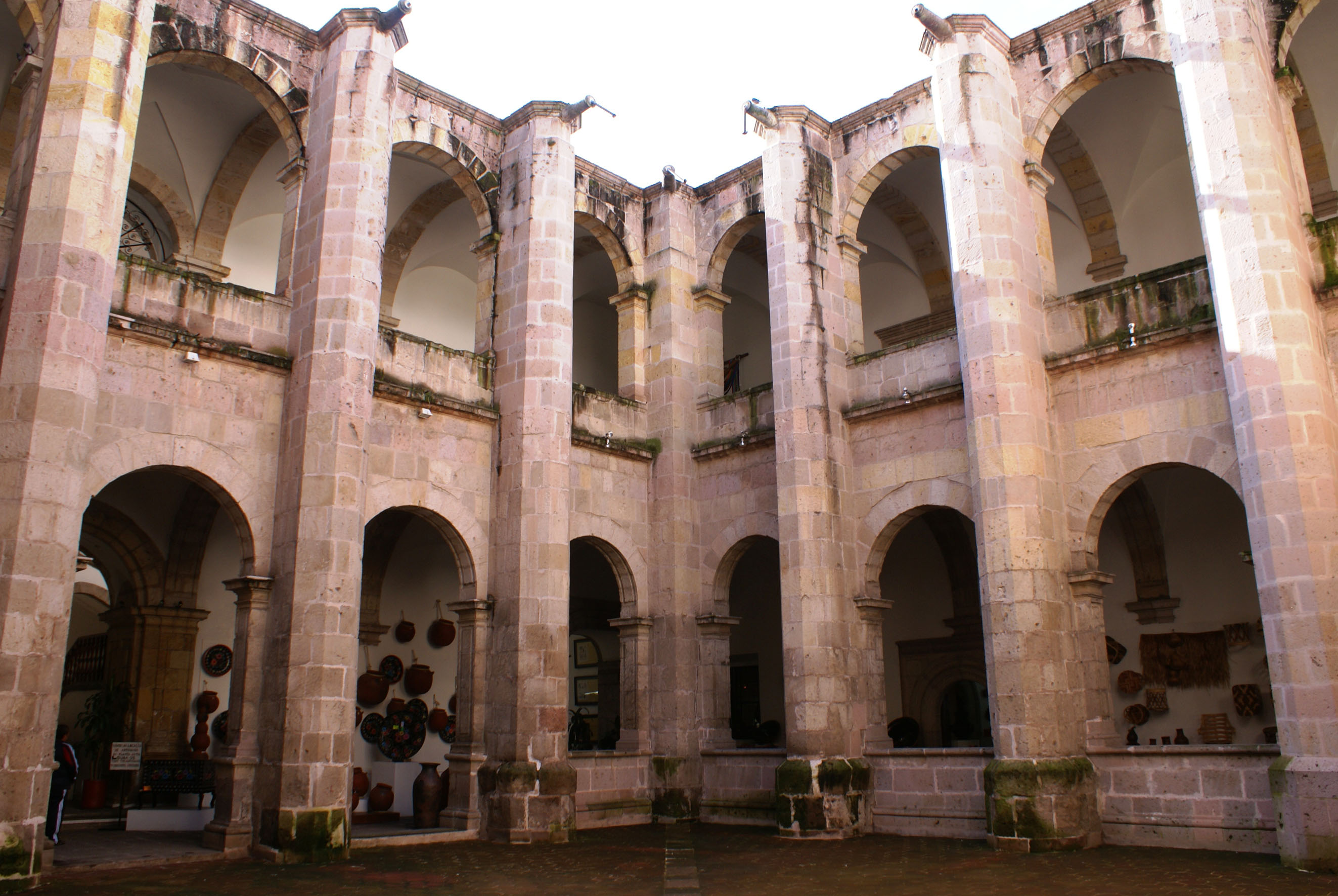
Vista del claustro de la Casa de las Artesanías.

En 1931 el entonces Gobernador de Michoacán Lázaro Cárdenas del Río entregó el inmueble a los campesinos, destinándose como  “Casa del Agrarista”.
En 1937 en el interior del ex convento fue pintado un mural por un grupo de artista que integraban la Liga de Escritores y Artistas Revolucionarios (LEAR) entre los que se encontraban Alfredo Zalce, Pablo O'Higgins, Santos Balmori. El mural fue eliminado en una restauración del edificio en los años 60.
En 1968 fue demolido el mercado techado que se hallaba frente al ex convento, acondicionándose la actual Plaza Valladolid obra del arquitecto Manuel González Galván.
En 1972 el entonces Gobernador de Michoacán Servando Chávez Hernández destinó el inmueble como "Palacio del Artesano", (que en la actualidad es la Casa de las Artesanías de Michoacán), siendo inaugurado el  29 de septiembre de 1972 por el entonces Presidente de la República Luis Echeverría Álvarez.
En el año 2000 el entonces Gobernador de Michoacán Víctor Manuel Tinoco Rubí promulgó la Ley de Fomento Artesanal del Estado de Michoacán de Ocampo la cual rige la Casa de las Artesanías de Michoacán. Desde el año 2004 la institución fomenta la protección de la producción artesanal mediante la implementación de la marca registrada, la marca colectiva y la denominación de origen.

### Arquitectura
Originalmente el histórico inmueble al ser el conjunto conventual franciscano de San Buenaventura se integraba por el Templo de San Francisco, el convento adjunto (donde es la Casa de las Artesanías desde 1972), el Templo de la Tercera Orden (demolido en 1868), el atrio que es la actual plaza pública frontal (denominada Plaza Valladolid), y las huertas, las cuales fueron fraccionadas en el siglo XIX en las calles y cuadras de las inmediaciones.
Actualmente el inmueble que ocupa la Casa de las Artesanías conserva su original fisonomía arquitectónica, está edificado en cantera, en estilo plateresco y posee dos niveles. En su fachada principal exhibe un portal de peregrinos integrado por 5 arcos de medio punto y techado con bóvedas de aristas, mientras que en su parte superior se ubican 5 ventanas con arco conopial o flamígero.
En su interior posee dos patios; el principal de planta cuadrangular presenta arquerías de medio punto presididas por contrafuertes, sus corredores circundantes se hallan techados con bóvedas de lunetos.  Las distintas salas se distribuyen a su alrededor y presentan bóvedas de cañón o techos de viguería de madera. El patio secundario de planta cuadrangular es austero y se encuentra presido por muros de cantera donde se asoman algunas ventanas rectangulares. El cubo de la escalera principal de cuatro rampas se halla techado con una bóveda de pañuelo donde están trazados casetones.

### Instalaciones
Entre sus instalaciones la Casa de las Artesanías de Michoacán cuenta en su planta baja con áreas de exhibición donde se exponen las piezas artesanales en salas y corredores del claustro, así como una tienda galería donde se oferta al público una selección de productos.  El patio secundario ha sido ambientado con una troje michoacana de madera. En la planta alta en los corredores del claustro se ubica una colección museografía con artesanías representativas de las distintas regiones de Michoacán, mientras que en las salas anexas donde antiguamente eran las celdas de los frailes se hallan algunos talleres donde se elaboran y ofertan los productos por los propios artesanos. 

## Artesanías de Michoacán

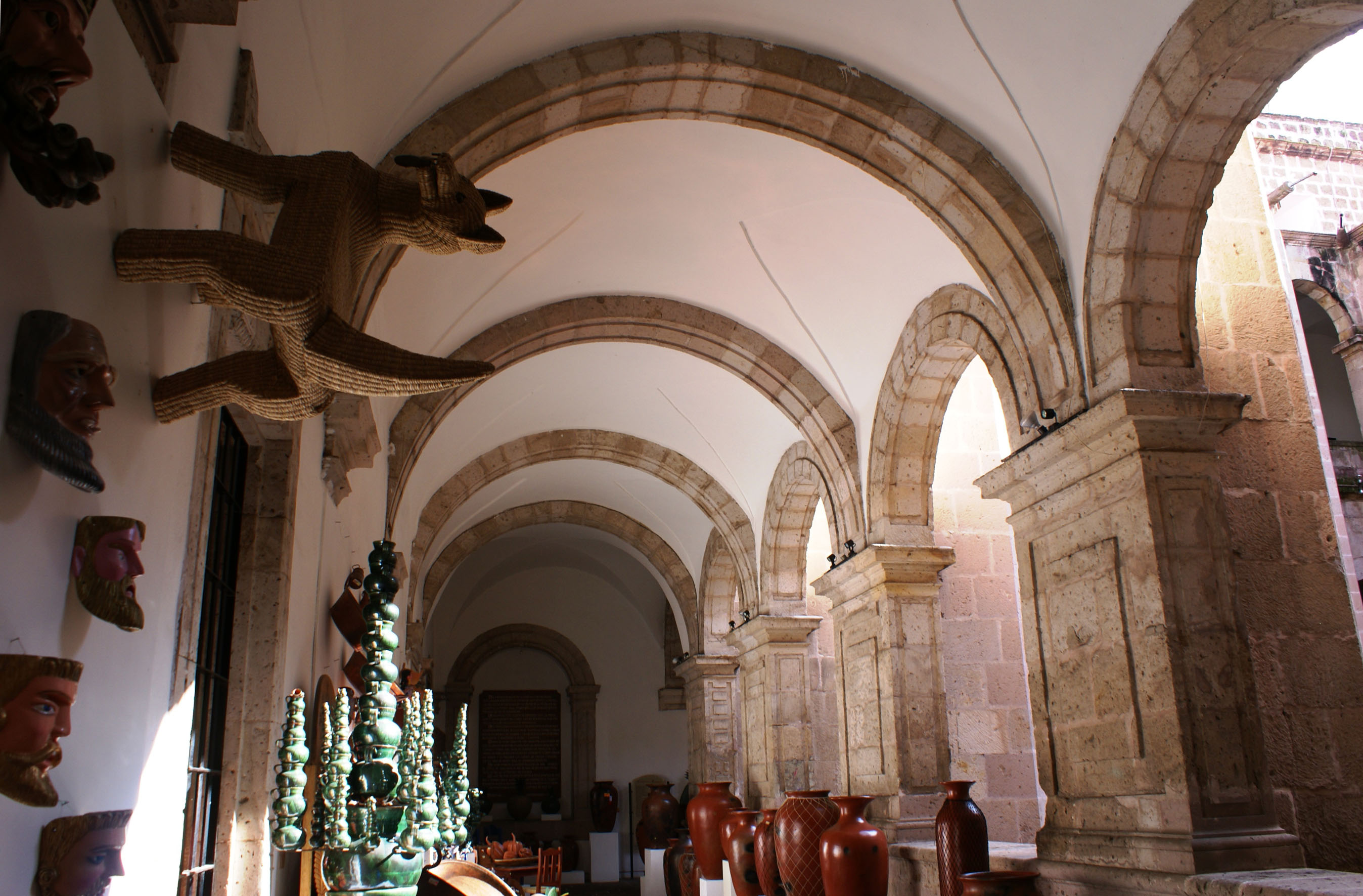
Corredor oeste, planta baja de la Casa de las Artesanías.

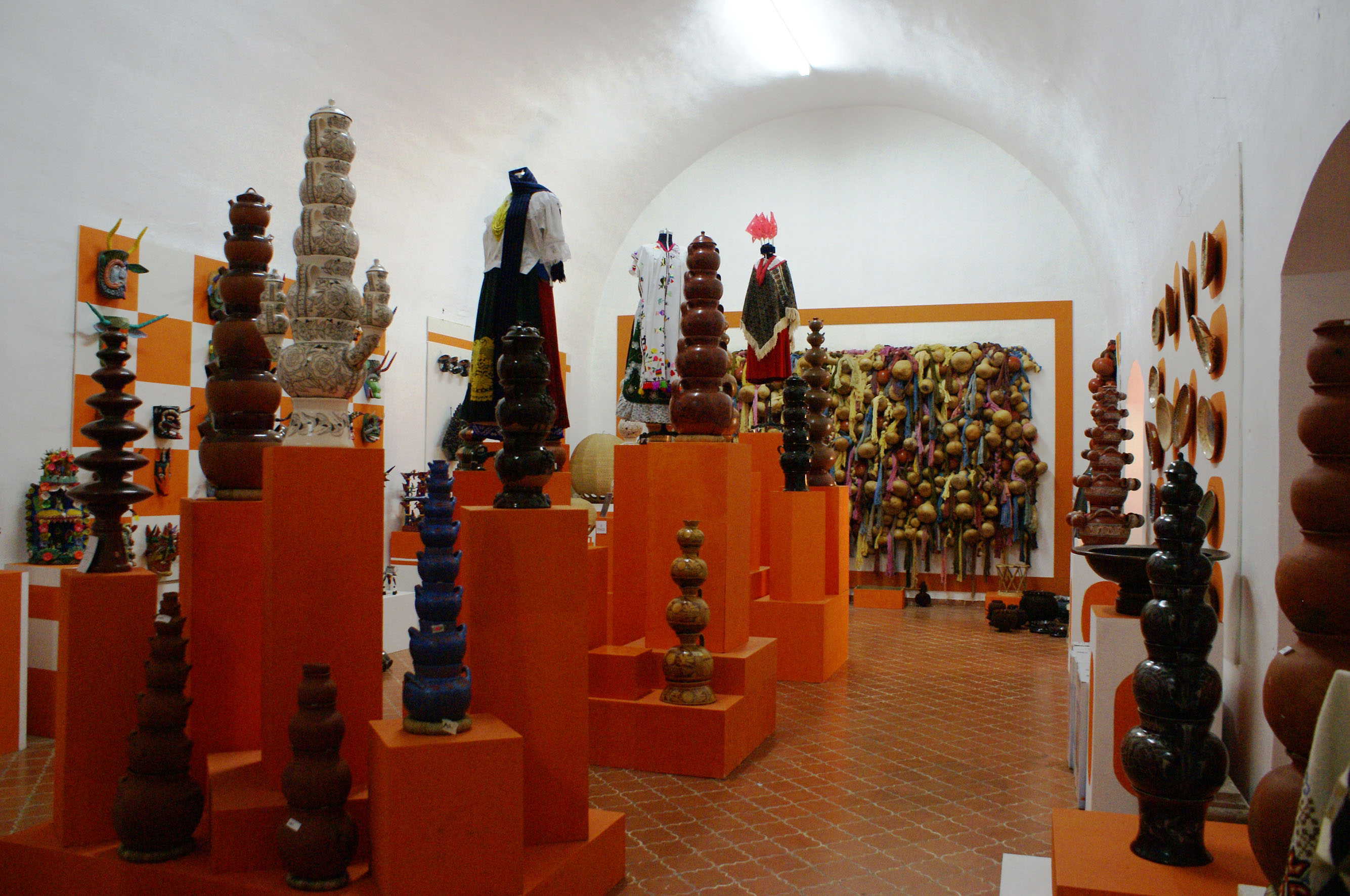
Sala de exhibición de la Casa de las Artesanías.

El arte popular de Michoacán expresado en la artesanía tiene su origen en los pueblos mesoamericanos, posteriormente en la época colonial española es cuando a los indígenas se les instruyó en las artes y oficios occidentales, desarrollándose la actividad hasta nuestros días. En el siglo XX se fomentó el trabajo artesanal implementándose nuevas técnicas y materiales en algunas poblaciones con un enfoque comercial turístico.
Actualmente las principales artesanías tradicionales del estado son elaboradas por los descendientes de la cultura purépecha, donde sobresalen los trabajos de talla de madera en poblaciones como Pátzcuaro, Cuanajo y Quiroga; el cobre martillado en Santa Clara del Cobre; la cestería de Tzintzuntzan; la alfarería en Capúla, Patámban y Ocumicho; y la laudería en Paracho, entre otras.
Principales artesanías de Michoacán y sus sitios de elaboración:
- Talla en madera: muebles de Cuanajo y Pichátaro, sillas de Opopeo, figuras y esculturas de Pátzcuaro, juguetes de Quiroga, máscaras de Ocumicho.
- Alfarería: alfarería y figuras de catrinas de Capúla, alfarería de Zinapécuaro, loza vidriada  de Patámban, figuras de Ocumicho, ollas de Cocucho y de Zipiajo, figuras de piñas de barro vidriado de San José de Gracia.
- Cobre martillado: Santa Clara del Cobre.
- Laudería: Guitarras y violines de Paracho.
- Lacas: de Pátzcuaro y Uruapan.
- Cestería: Tzintzuntzan.
- Textiles: tejidos y bordados de Tarecuato, bordados de Tzintzuntzan, deshilados de San Felipe de los Herreros, guanengos de Cocucho, textiles en manta de Pátzcuaro, rebozos de Aranza, tejidos de Angahuan, Cuanajo y Turícuaro.
- Cantería en Tzintzuntzan y Morelia
- Otras artesanías: talabartería, equipales, arte plumario, figuras de pasta de caña de maíz de Pátzcuaro.

## Galería de imágenes

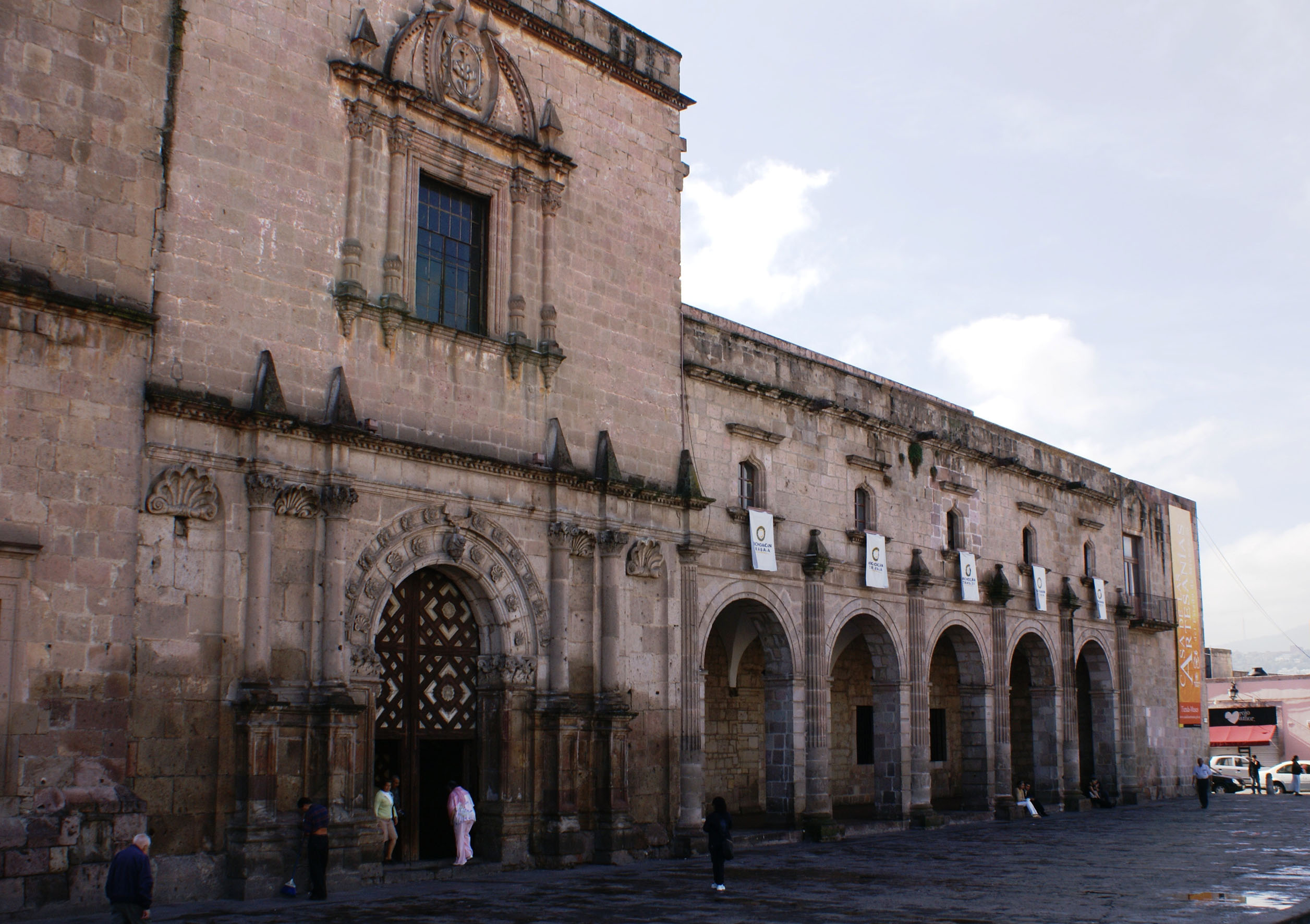
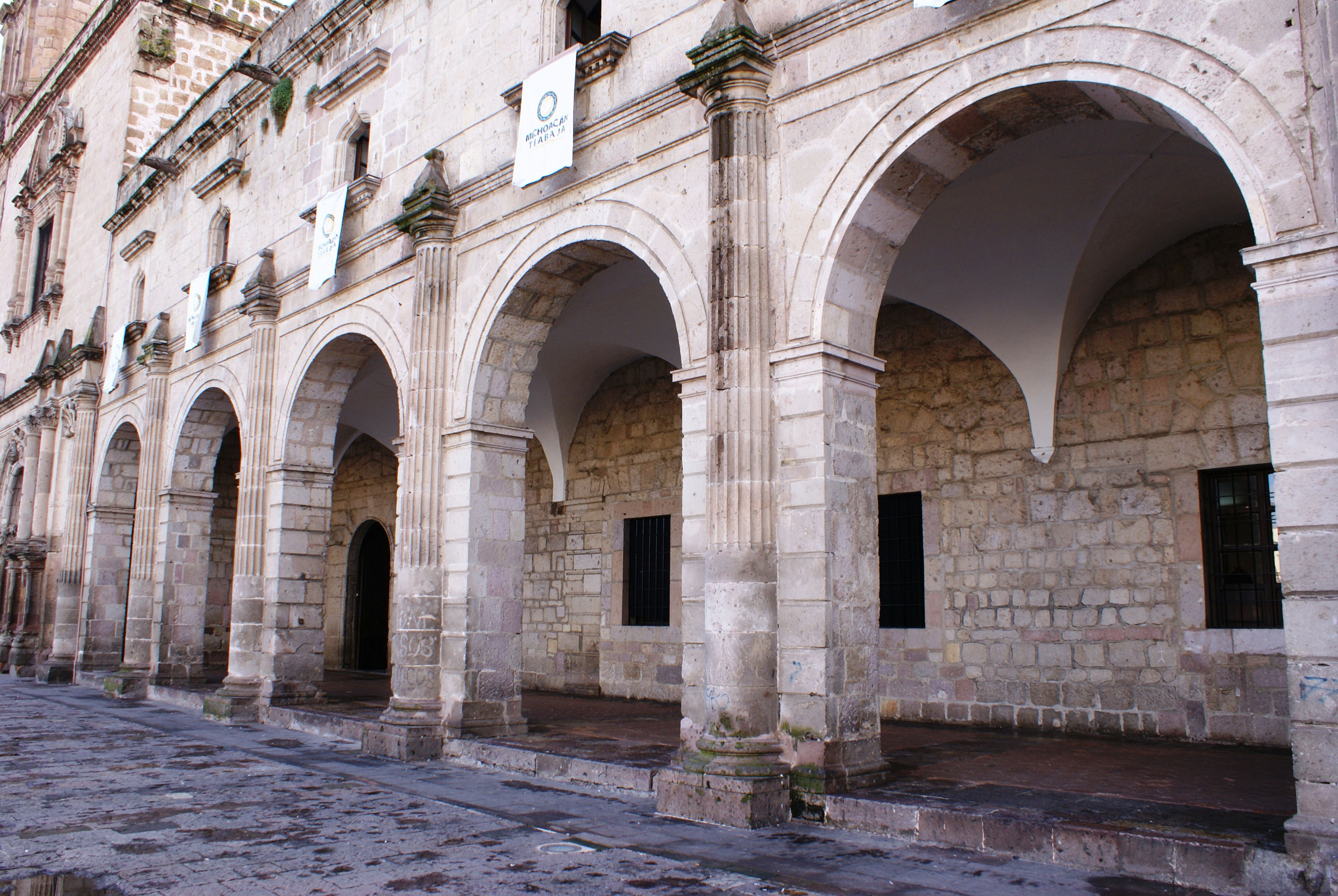
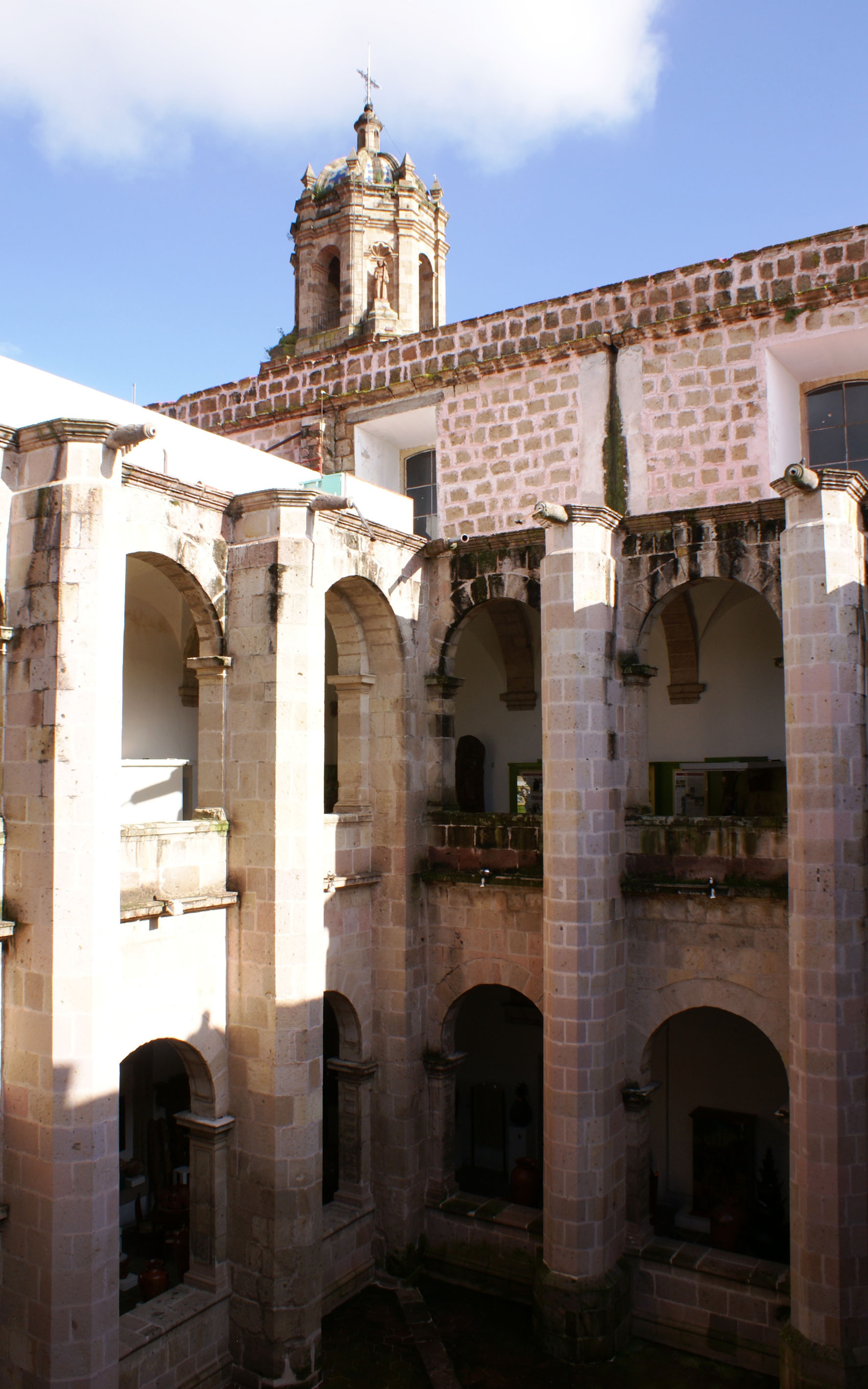
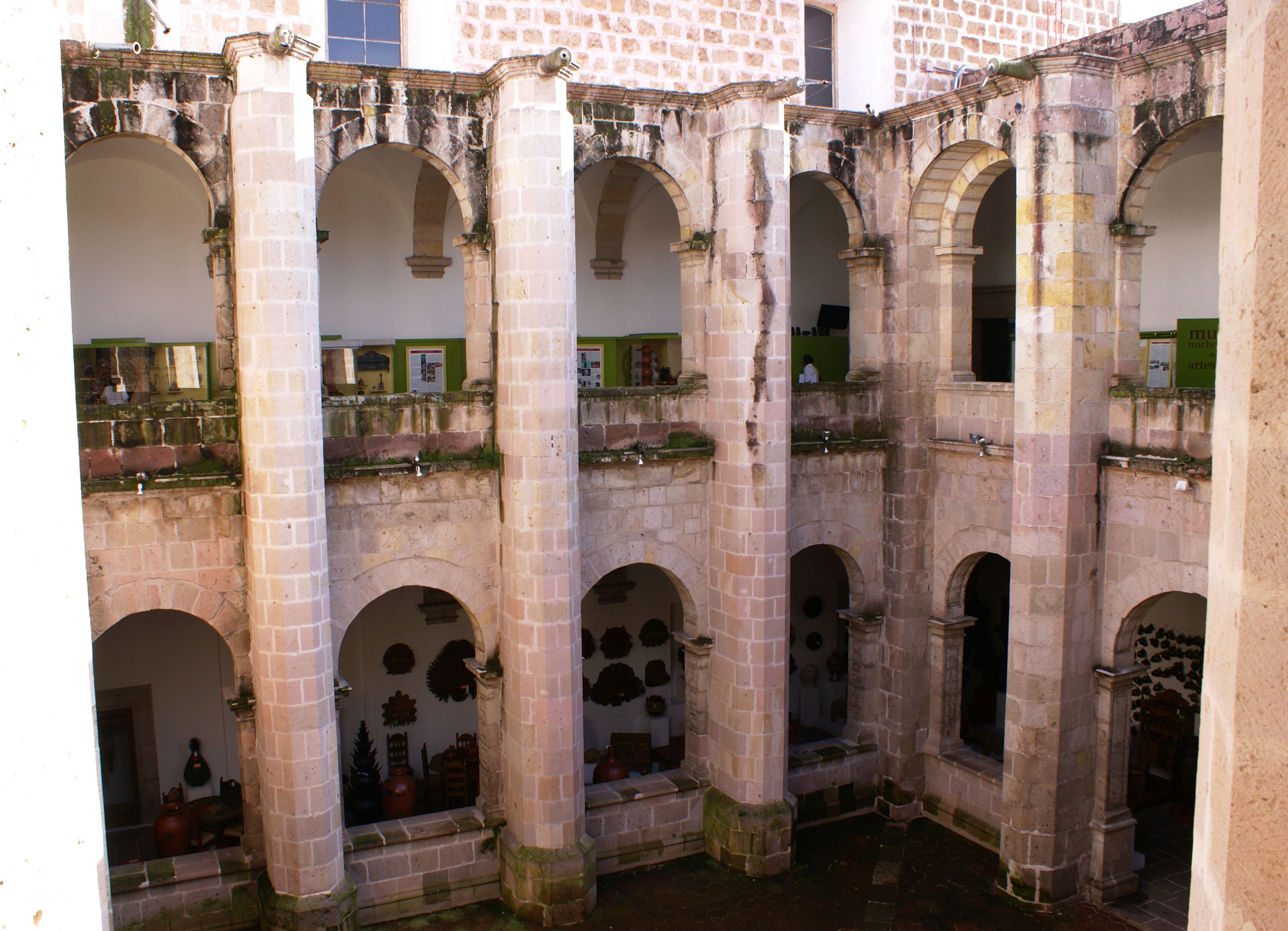
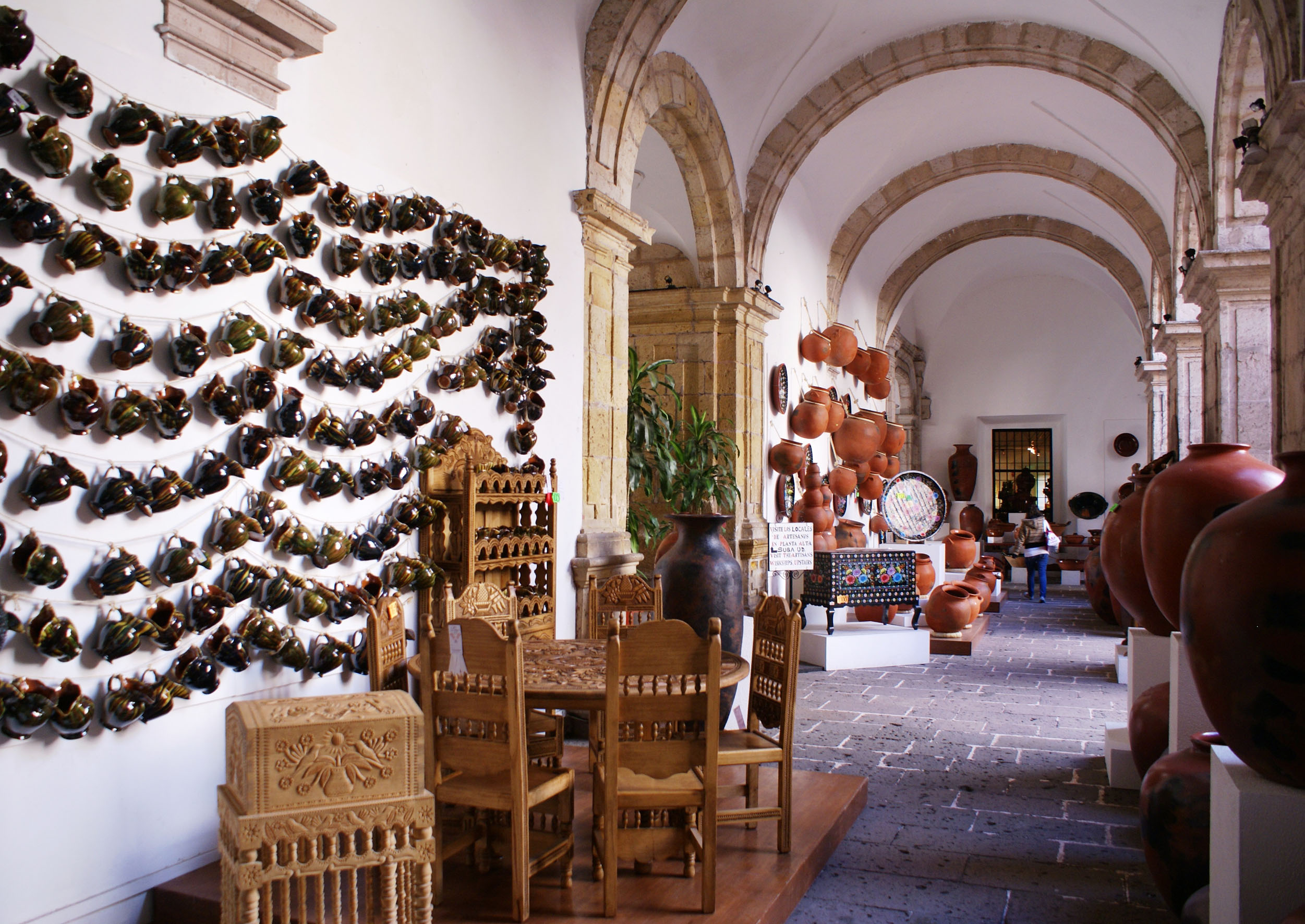
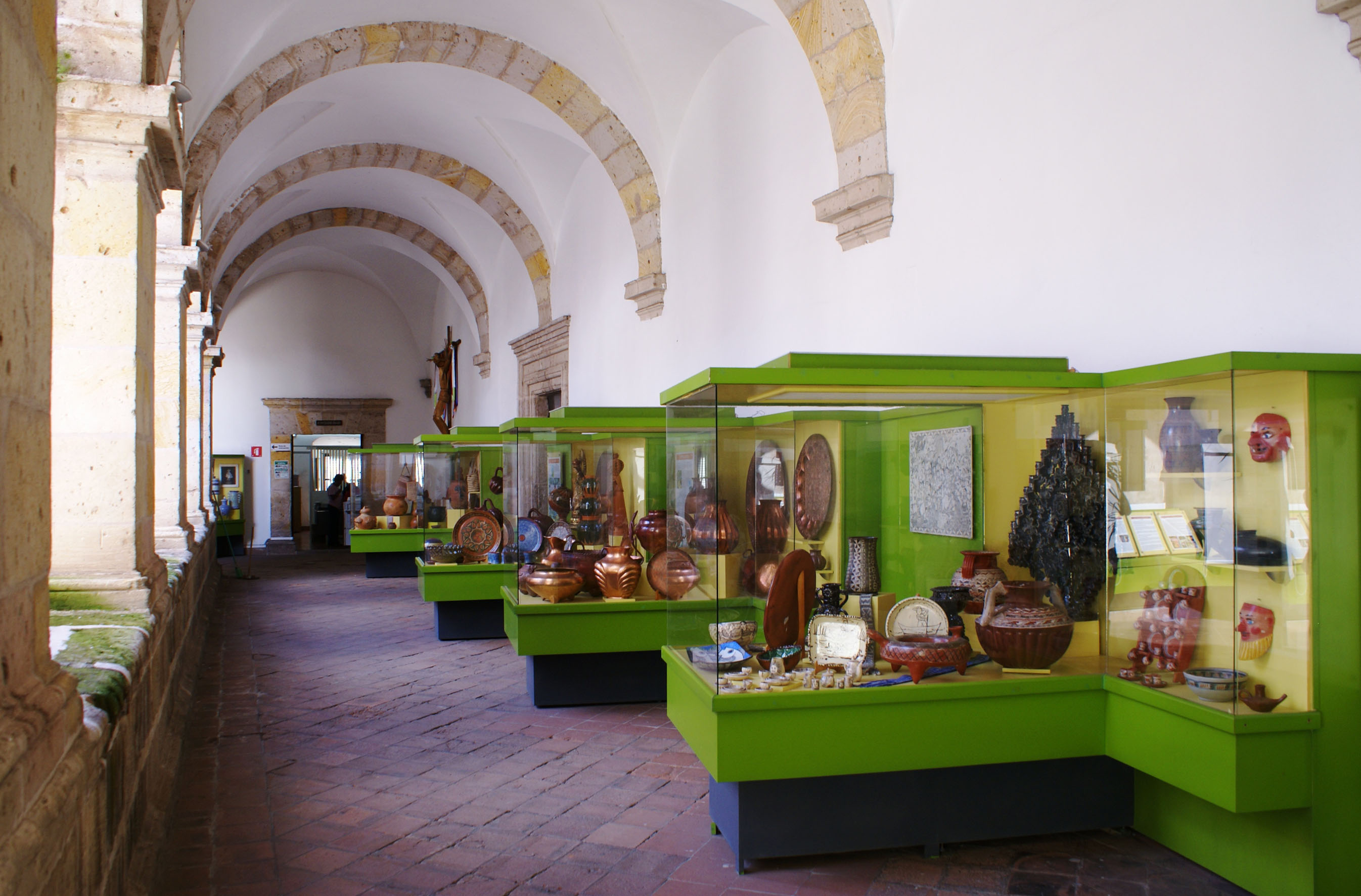
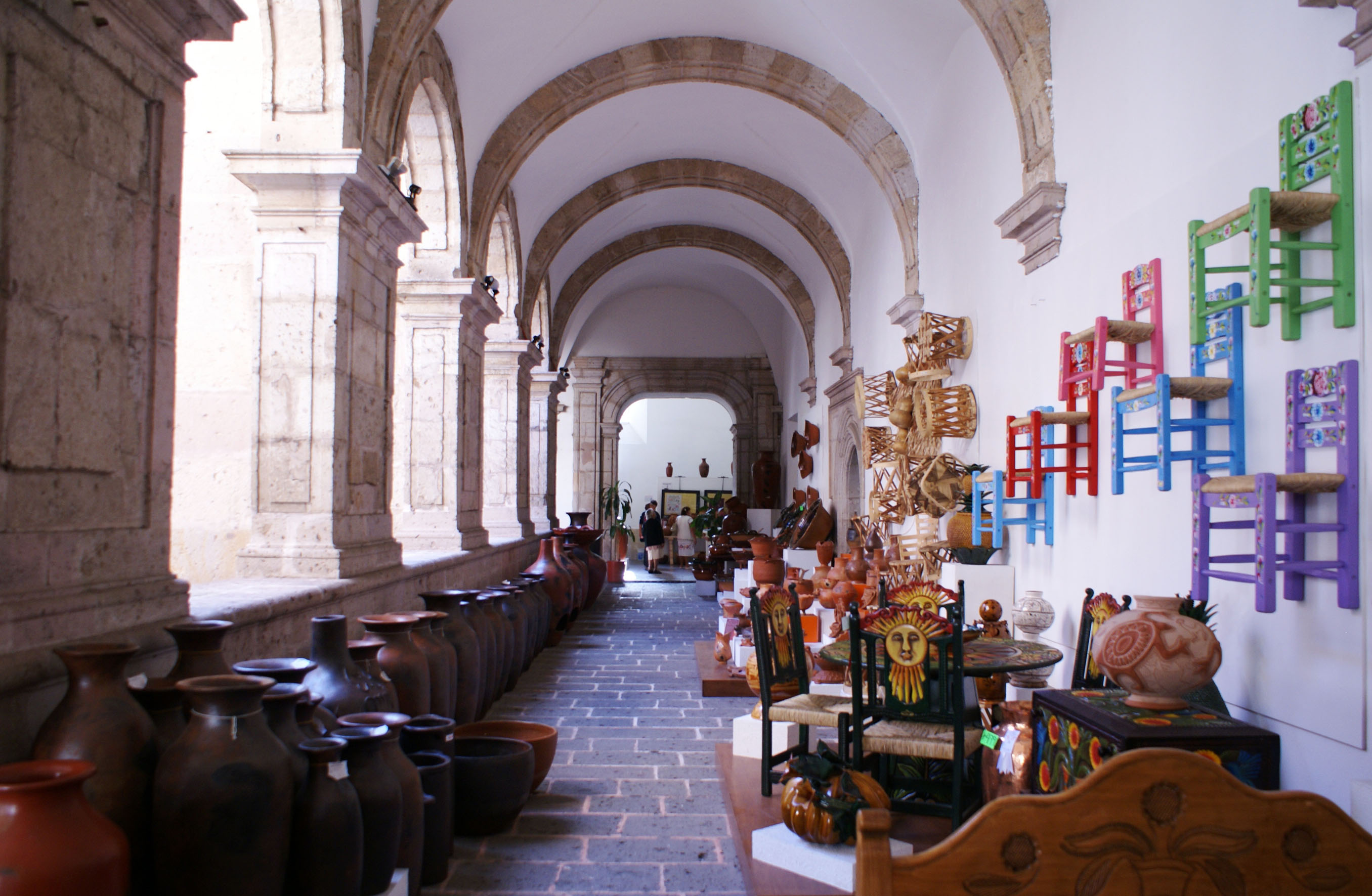
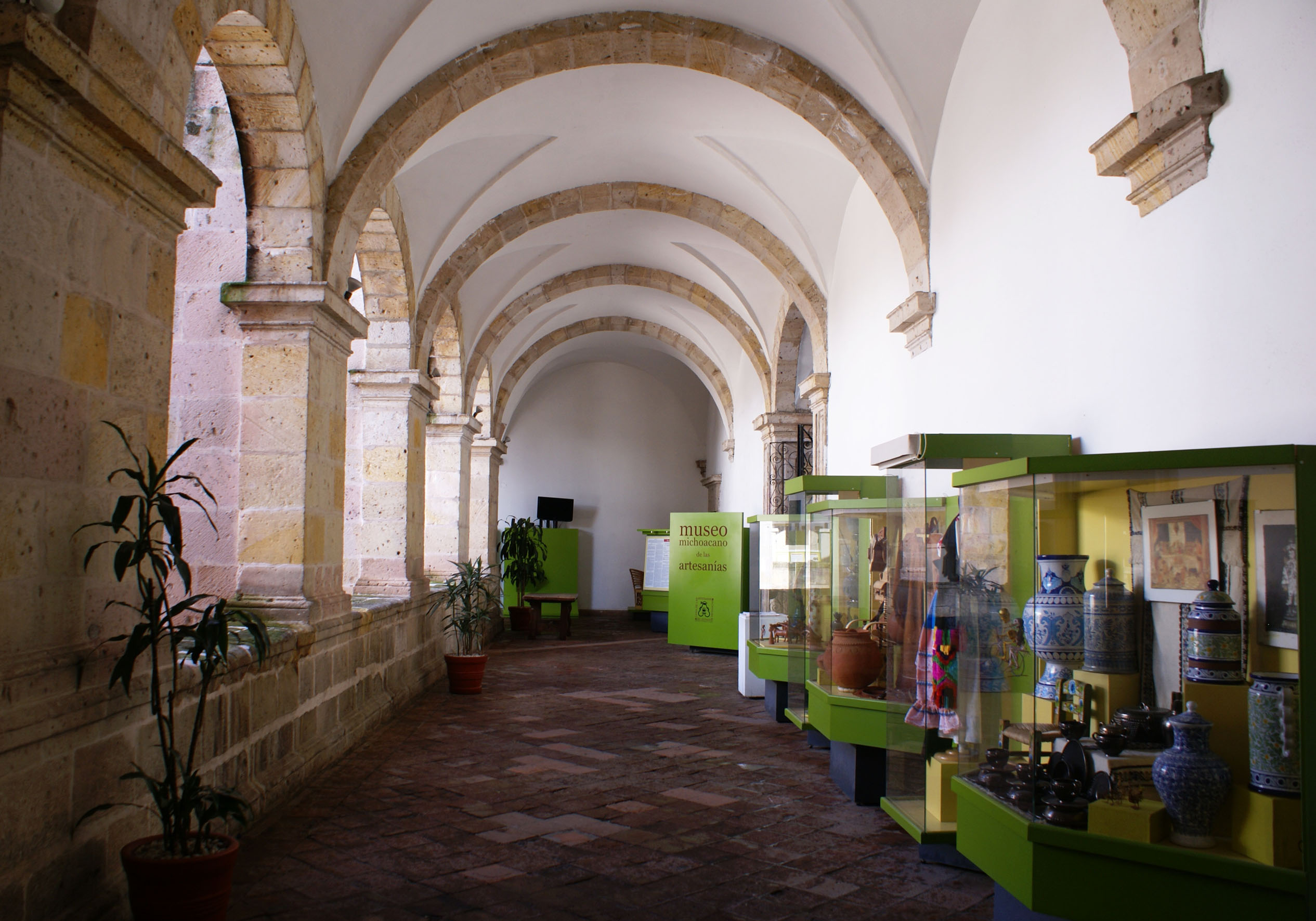
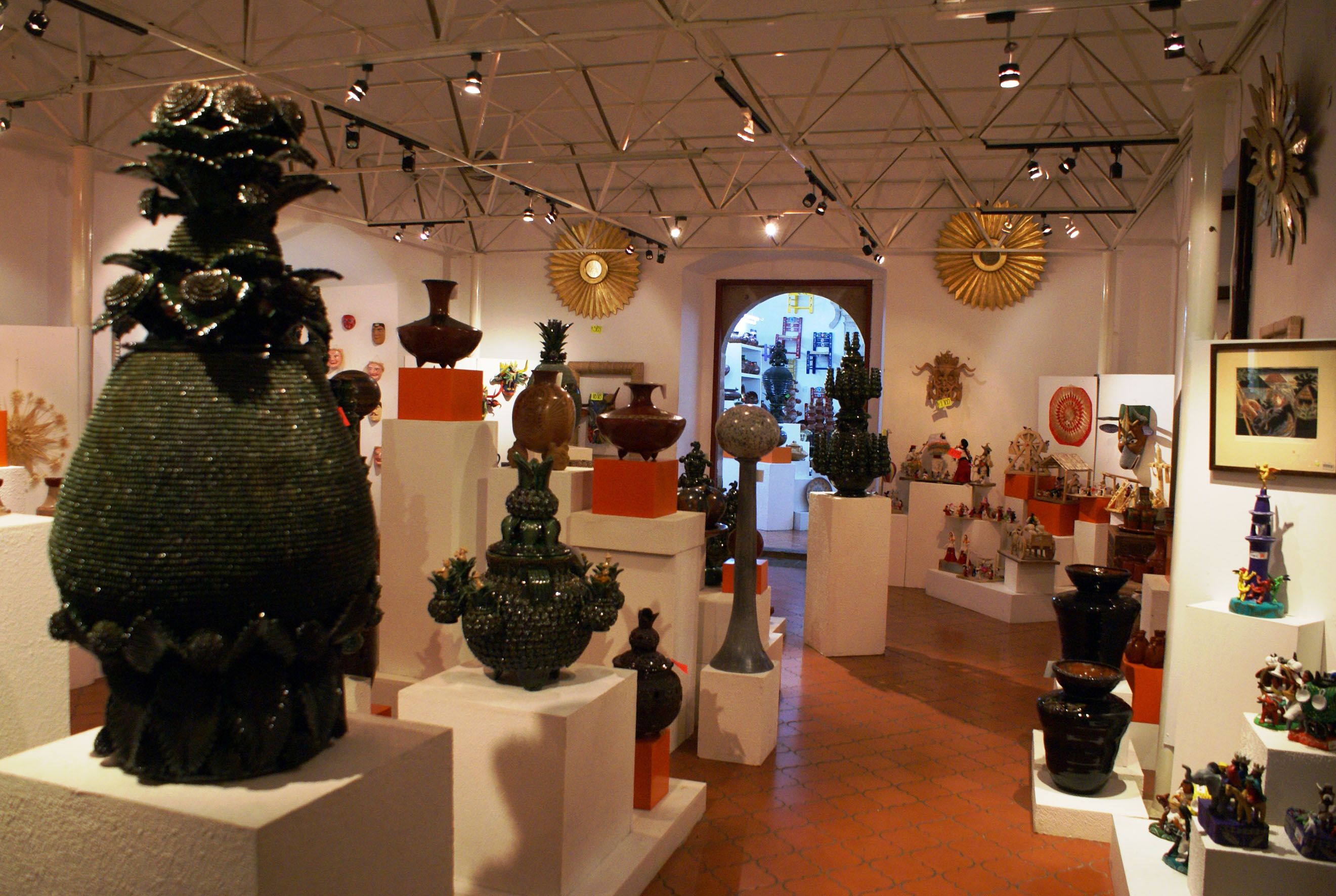
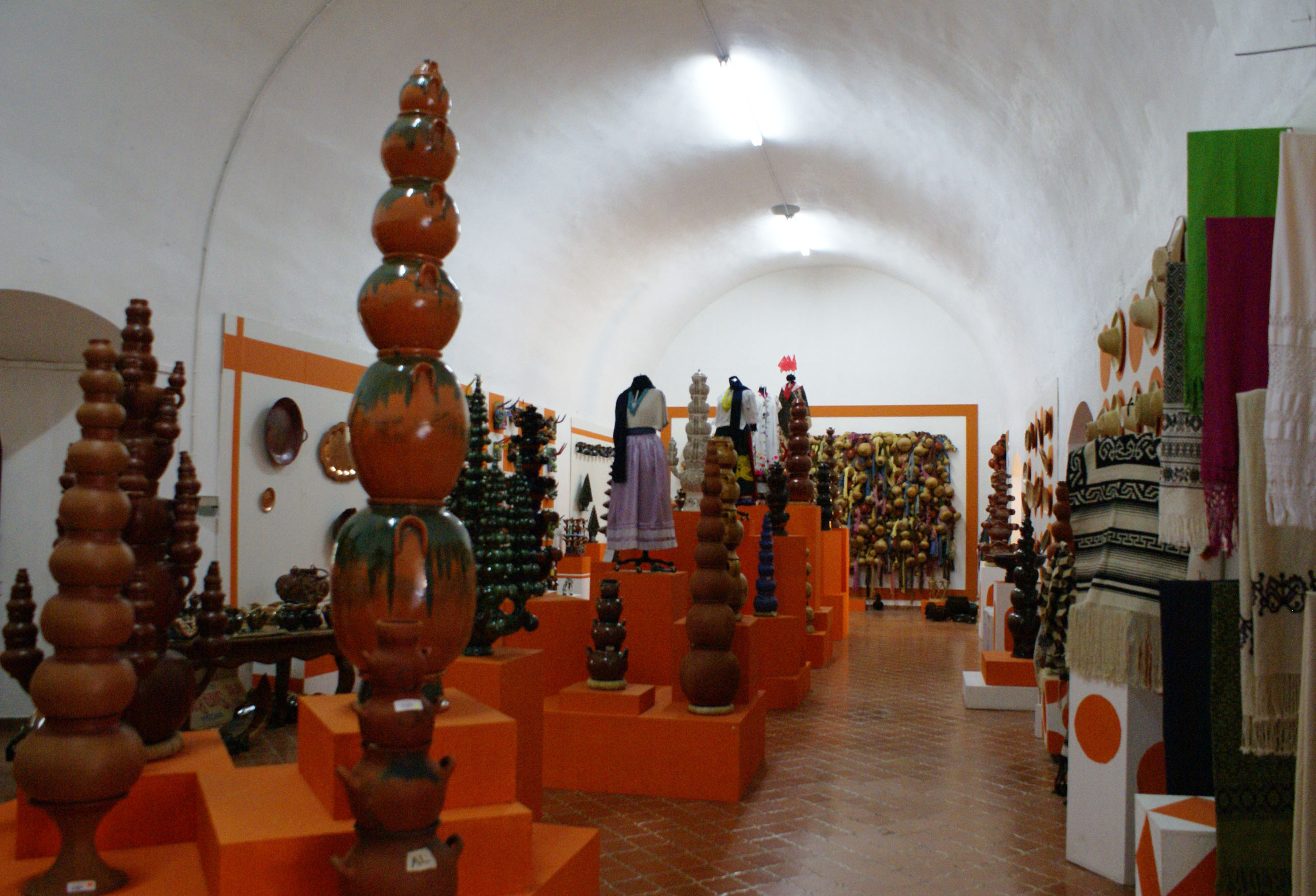
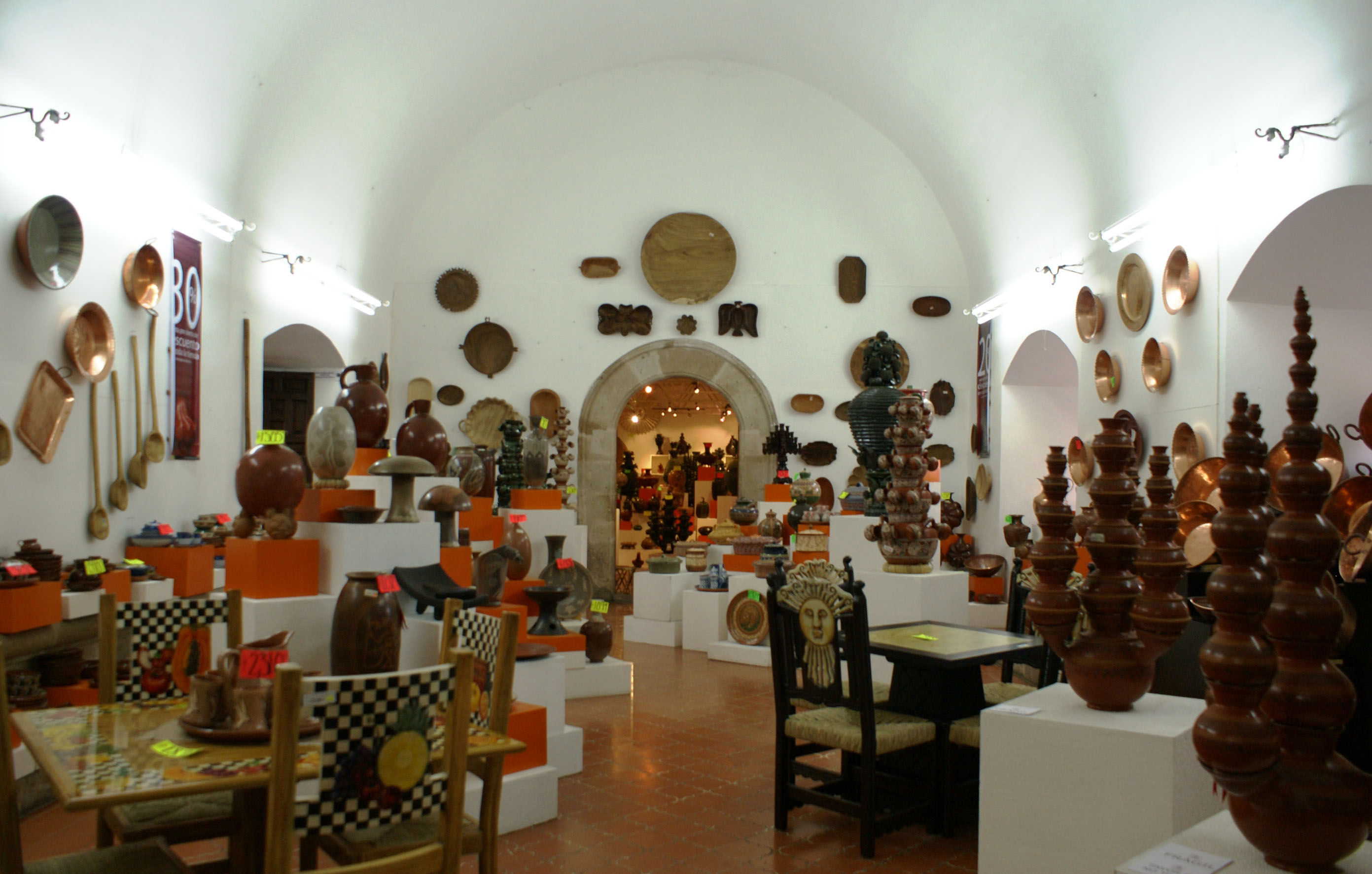
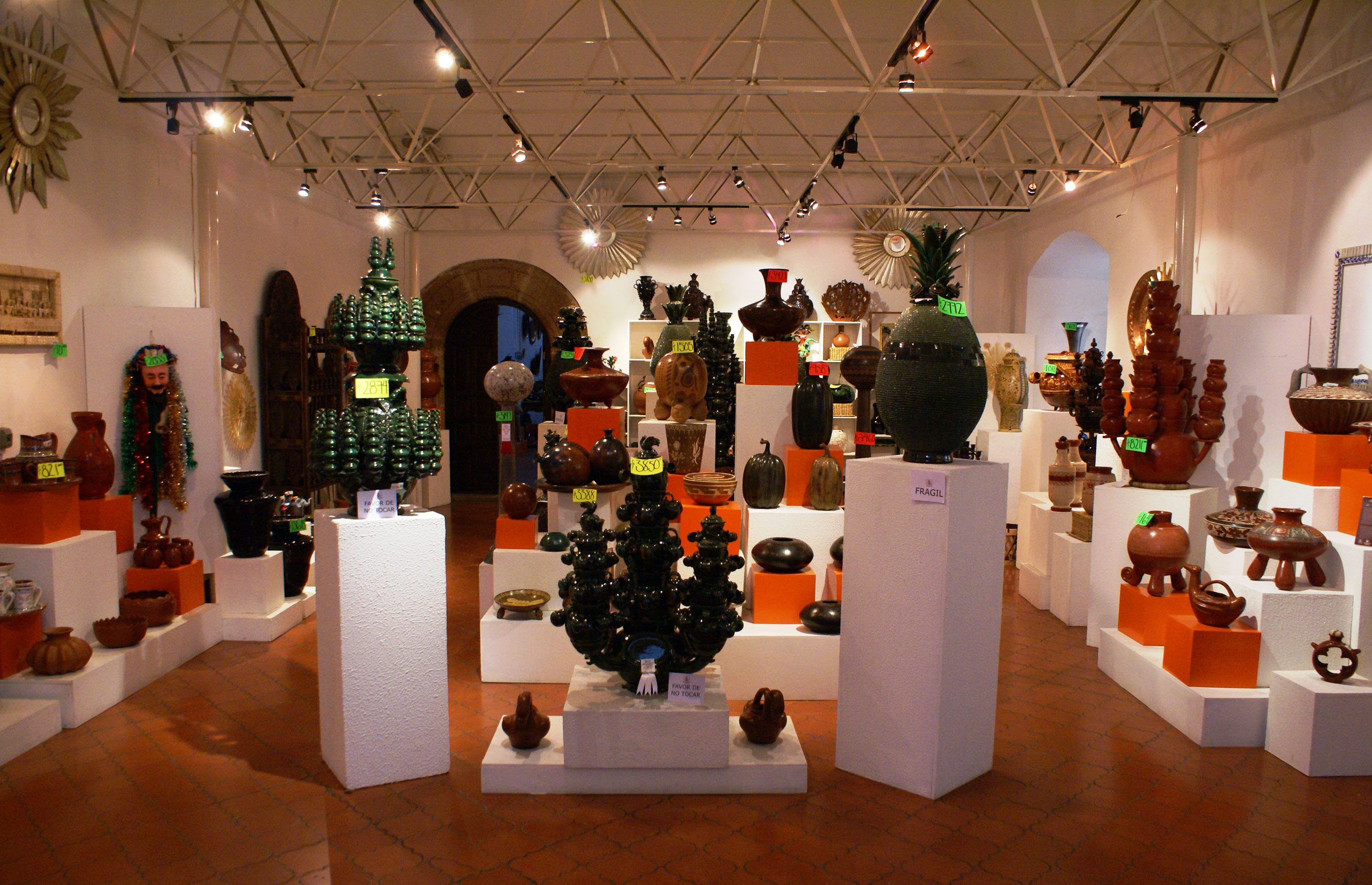
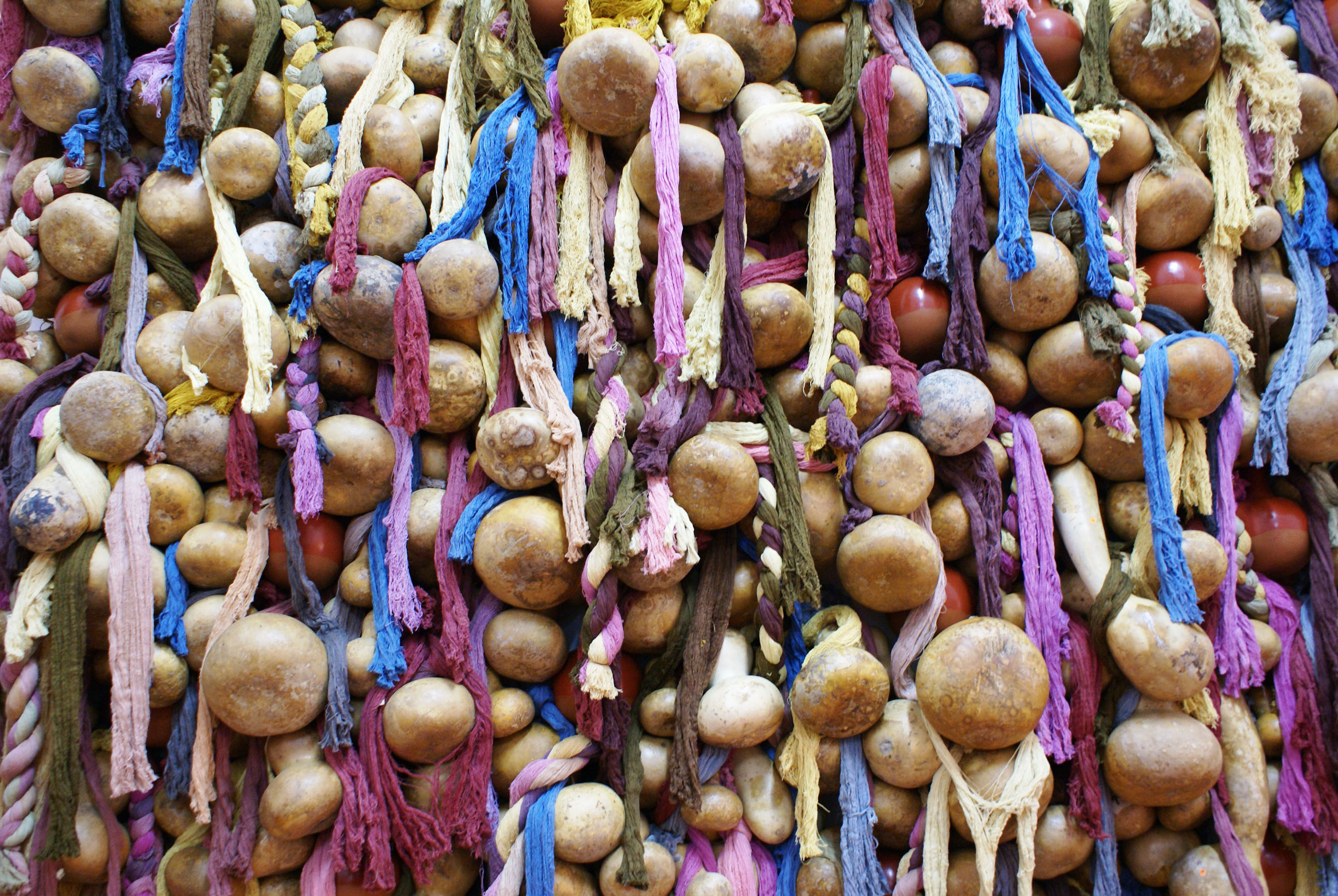
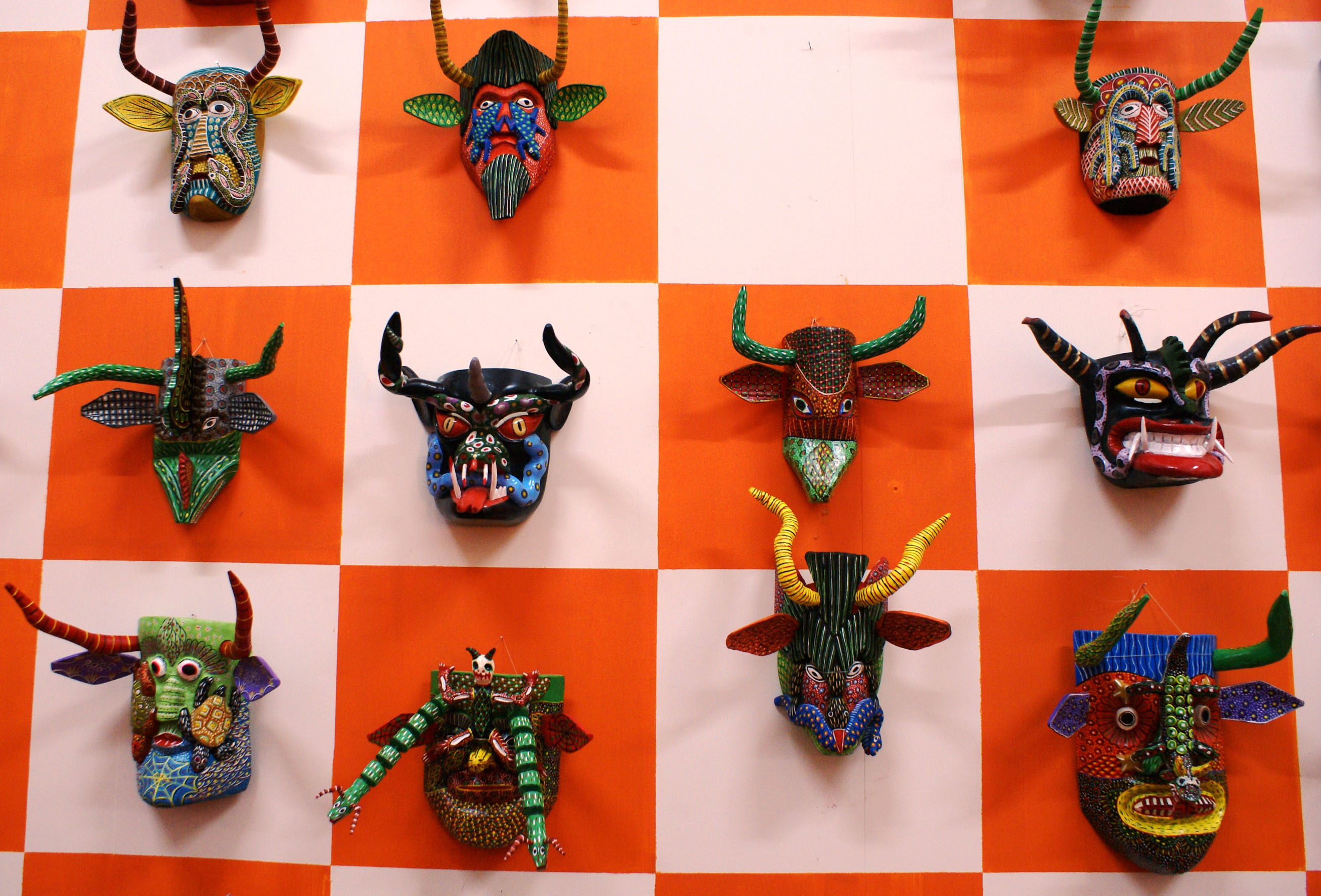
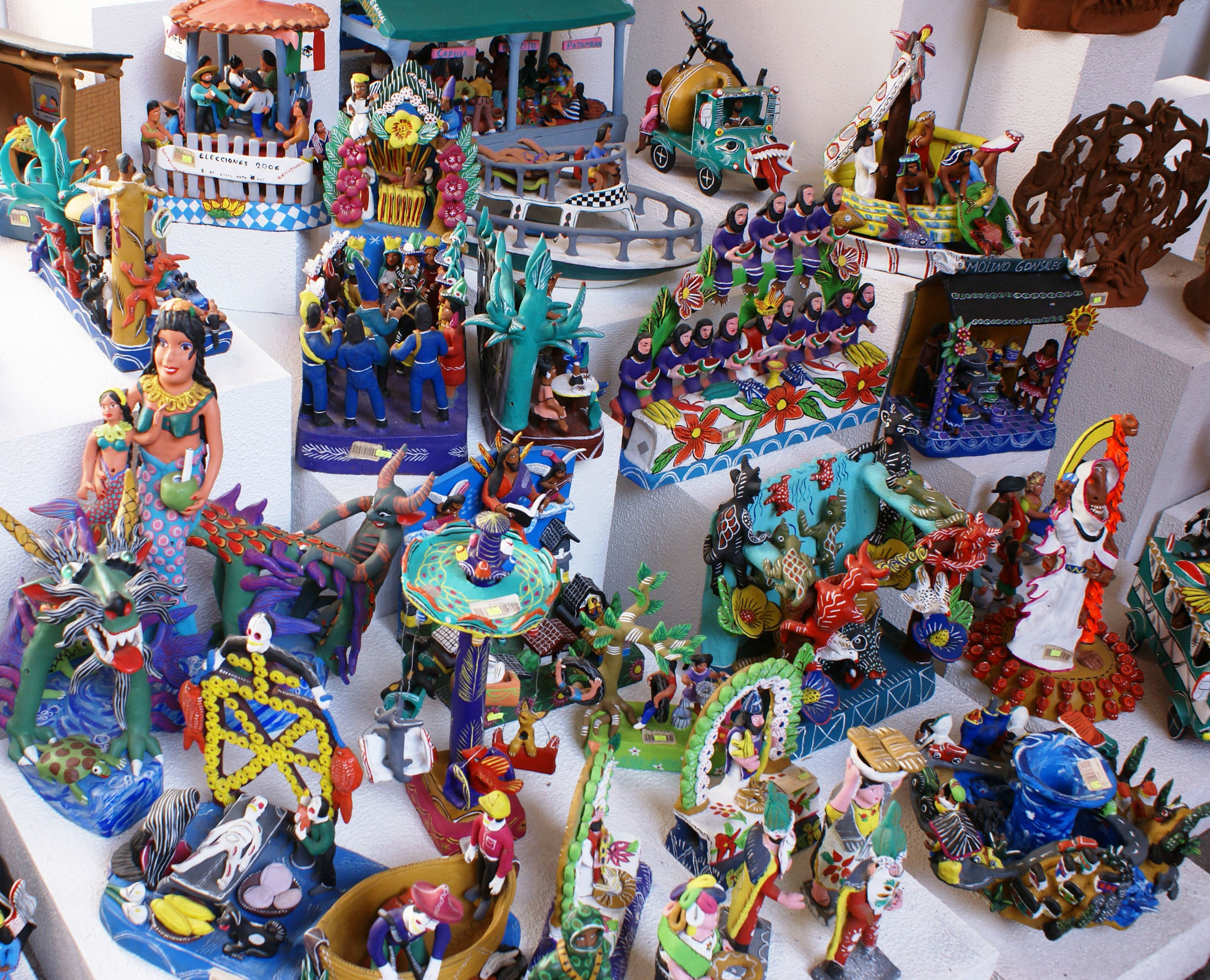
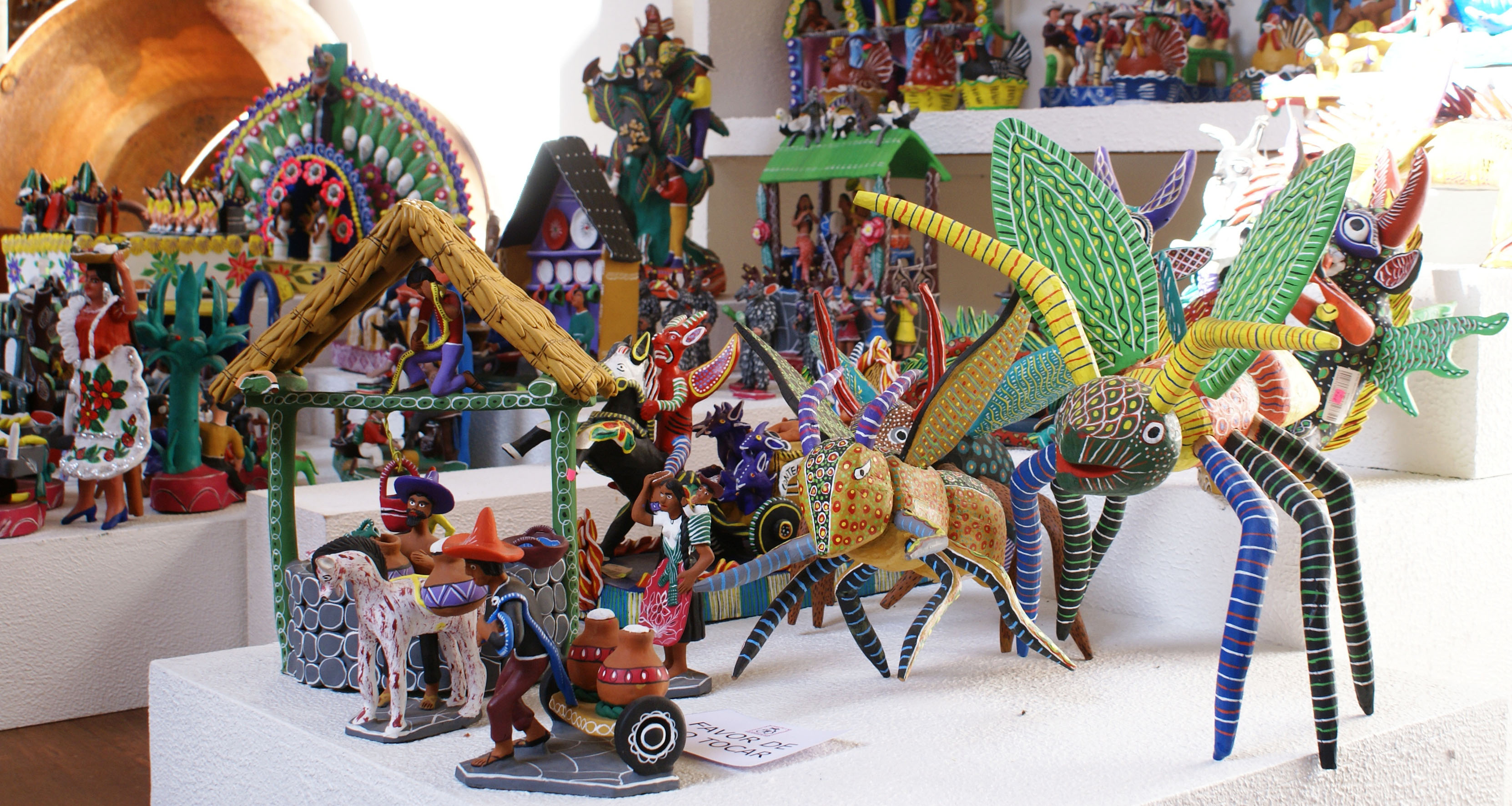
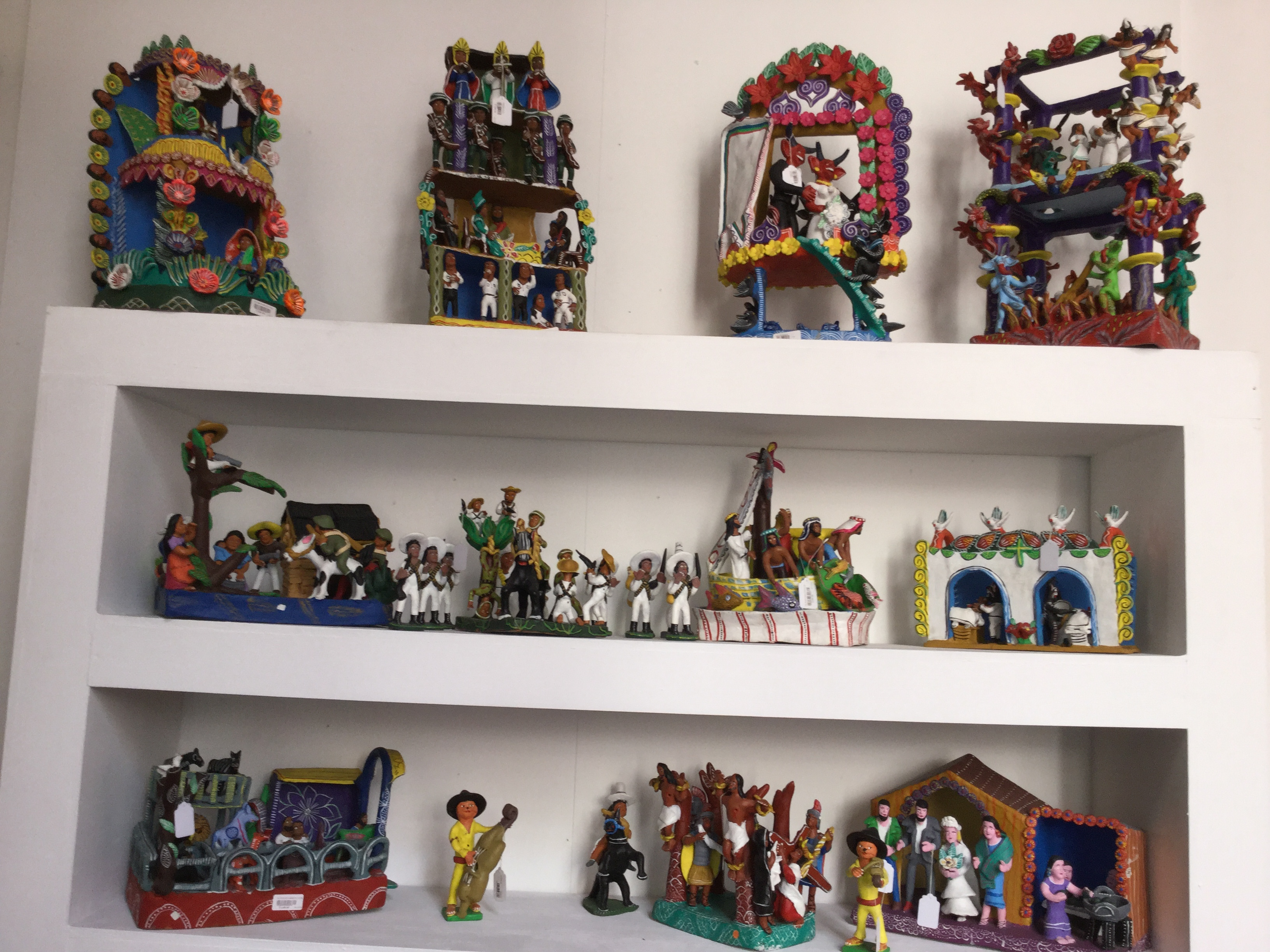
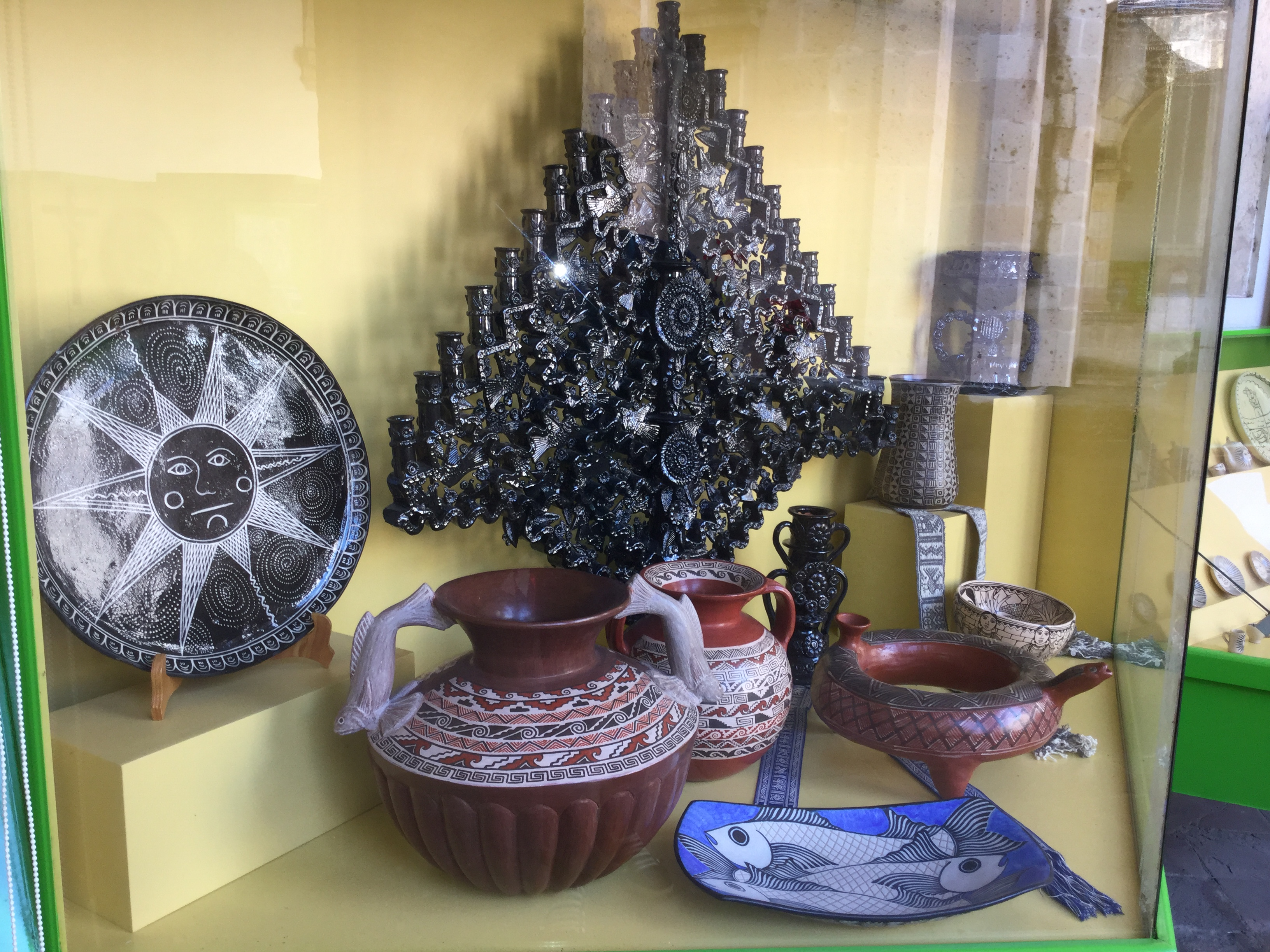